# 吉江村
吉江村（よしえむら）は、かつて富山県西礪波郡にあった村。

## 沿革
- 1889年（明治22年）4月1日 - 町村制の施行により、礪波郡田中村、高宮村、神宮寺村、小林村、下野村、一日市村、仏道寺村、吉江中村、荒木村の区域の一部及び遊部村の区域の一部の区域をもって、礪波郡吉江村が発足する。この時点で田中小学校の2階に事務所が置かれた[3]。
- 1896年（明治29年）3月29日 - 郡制の施行のため、礪波郡が分割して、西礪波郡が発足により、西礪波郡に所属となる。
- 1897年（明治30年） - 吉江村役場（当時は田中村役場とも呼称）が、田中村703番地の古家を改造し移転[3]。1930年（昭和5年）時点では元吉江村産業組合の建物を使用[4]。
- 1932年（昭和7年）6月18日 - 大字荒木村5382番地に村発足以来初の村役場の新庁舎が新築・入居。当時は吉江信用購買組合も同居していた（1940年〔昭和15年〕11月1日に荒木5447番地へ移転）[2]。
- 1947年（昭和22年）10月31日 - 昭和天皇の戦後巡幸。吉江小学校を訪問[5]。
- 1952年（昭和27年）5月1日 - 西礪波郡福光町、石黒村、西太美村、広瀬村、広瀬館村、太美山村、東太美村、吉江村、東礪波郡北山田村及び山田村が合併して、西礪波郡福光町が発足する。合併直前の時点の人口は3,369人、戸数は3,421戸、世帯数は635世帯であった[1]。旧吉江村役場は福光町役場として引き続き使用された（1955年〔昭和30年〕6月1日に荒木村1550番地〔現在の南砺市役所の所在地〕に新築移転）[2]。

## 歴代村長
出典→
1. 洲崎政秋（1885年11月17日〔旧戸長時代〕 - 1905年11月）
2. 野原兵之助（1905年12月 - 1909年11月）
3. 幅田宅治（1909年12月 - 1931年4月）
4. 安居金治（1931年4月 - 1931年7月、吉江村長職務管掌、富山県属）
5. 石崎輝之（1931年7月 - 1932年11月）
6. 西頭徳太郎（1932年12月 - 1933年11月）
7. 佐々木三郎（1934年2月 - 1935年10月）
8. 成川権太郎（1936年5月 - 1937年9月）
9. 片岸弘（1937年11月 - 1938年10月）
10. 幅田清一郎（1938年12月 - 1941年8月）
11. 幅田宅治（1941年9月 - 1942年5月）
12. 幅田清一郎（1942年6月 - 1946年2月）
13. 石黒直吉（1946年3月 - 1946年10月）
14. 片岸長三（1947年4月 - 1951年3月）
15. 幅田俊夫（1951年4月 - 1952年4月30日）